# Ankaizina
Das Vulkanfeld Ankaizina liegt im Norden der Insel Madagaskar, im Tsaratanana- und Ambondrona-Gebirgsmassiv. Bei frühen Ausbrüchen bildeten sich kleinere Lavaströme sowie Ablagerungen von pyroklastischen Strömen. Die jüngste Aktivität führte zur Bildung von mehreren Schlackenkegeln sowie Lavaströmen, die durch verschiedene Täler der Region Bealanana strömten.